# Paleolític inferior
El Paleolític inferior és una de les fases del Paleolític o edat de pedra, i s'estén des d'uns 2,5 milions d'anys enrere fins fa uns 120.000 anys.
Les espècies del gènere Homo que van existir i fabricar estris de pedra i altres materials durant aquest període van ser principalment Homo habilis i Homo erectus, que reben diverses denominacions regionals (sinantrop, atlantrop i pitecantrop).
Els sinantrops es van extingir i potser van donar origen a humans posteriors en altres punts del planeta, igual que els atlantrops. Els pitecantrops van donar origen als Homo soloënsis o humà de Ngandong que, al seu torn, també es van extingir, i que eren propers a l'humà de Neandertal.
El Paleolític inferior es correspon amb el Plistocè inferior i el Plistocè mitjà; hom estableix el límit entre els dos en el canvi de polaritat magnètica que hi va haver fa uns 780.000 anys, i s'acaba amb la transició del Plistocè mitjà al Plistocè superior, coincidint amb l'inici del període glacial Würm de fa uns 120.000 anys.
Les cultures humanes desenvolupades durant el Paleolític inferior per ordre cronològic són les d'olduvaià i acheulià. En aquestes, s'aprecia un consum creixent de carn provinent de la caça.

## Orígens
Fa uns deu milions d'anys, durant el Miocè, un augment de l'aridesa a nivell global va provocar l'inici de la reducció dels boscos tropicals del Vell Món (que s'havien expandit àmpliament a mitjan aquesta època geològica pels tres continents) a les franges equatorials d'Àfrica i Àsia on ens els trobem actualment. En les selves africanes els hominoideus van continuar la seva evolució i es van separar en diferents branques. D'una d'elles van sorgir els homínids, caracteritzats, entre altres adaptacions, per la locomoció bípeda.
Mentre a l'oest del vall del Rift (Àfrica oriental) es van mantenir les condicions d'humitat que permetien l'existència de la selva, la reducció de les precipitacions en el costat oriental de la falla van transformar el seu medi ambient en un bosc sec amb amplis clars. El bipedisme va aparèixer com una adaptació a un medi menys arbrat que el dels goril·les i ximpanzés occidentals.
Aquest canvi d'ecosistema i de forma de moure's va permetre que els braços i mans quedessin lliures per subjectar objectes i el polze es va anar transformant per agafar-los amb fermesa. La columna vertebral i les extremitats inferiors es van allargar, mentre el dit gros del peu començava a perdre la capacitat d'agarrar coses que tenen els altres primats. Successivament van anar apareixent els nostres ancestres més llunyans: Orrorin tugenensis, espècie datada sobre els sis milions d'anys abans del present (AP); el gènere Ardipithecus, amb dues espècies i una antiguitat d'entre 5,5 i 4 milions d'anys; el gènere Australopithecus amb diverses espècies que abasten entre els 4 i 2/1 milions d'anys AP, depenent dels autors, ja que alguns relacionen les formes més robustes i tardanes amb un gènere diferent: Paranthropus.
Ja en el Pliocè i amb diferents oscil·lacions tèrmiques, des de fa uns quatre milions d'anys el clima del planeta Terra s'ha anat fent més fred i sec. Fa una mica menys de tres milions d'anys es va accentuar el canvi climàtic a la regió de la vall del Rift, transformant-se el bosc sec que allí hi havia en una sabana poc arbrada. La desaparició dels arbres va provocar entre els australopitecins la selecció del bipedisme ple com a característica favorable per desplaçar-se entre les altes herbes; ja no hi havia gairebé arbres als quals pujar-se.
Les primeres eines lítiques van ser trobades a Hadar (país d'Afar, Etiòpia) i coincideixen amb aquests canvis ecològics i evolutius: han estat datades en uns 3,1/2,5 milions d'anys Ap. No hi ha cap resta d'homínid relacionat, per la qual cosa alguns autors creuen que bé podrien haver estat fabricades pels australopitecins que en aquells dies poblaven l'Àfrica oriental.

## Primers humans

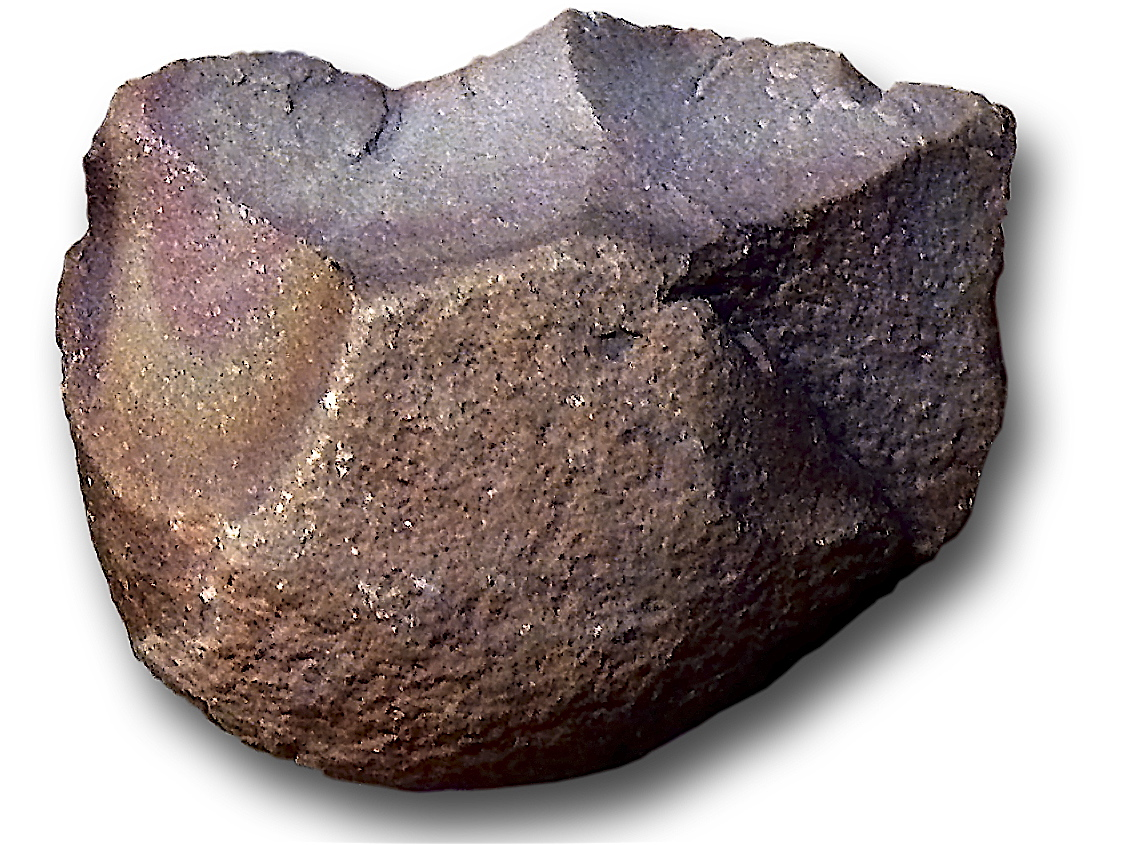
Costat tallat de tradició olduvaià (Guelmim-Es Semara, Sàhara atlàntic)

Molt poc després (cap als 2,33 milions d'anys AP) i a la mateixa regió, s'han trobat associats a aquest tipus d'artefactes unes restes fòssils d'homínids. Moltes troballes més s'han realitzat al llarg de la falla del Rift i els seus grans llacs. L'homínid identificat en aquests jaciments ha estat denominat Homo habilis i la seva indústria lítica ha vingut a anomenar-se olduvaià. Tals indústries són molt senzilles i consistien en uns simples còdols als quals se'ls efectuaven unes extraccions mitjançant uns pocs cops, amb la finalitat de produir una aresta tallant (veure més a baix). Encara que Homo habilis és el primer representant adjudicat al gènere Homo, hi ha autors que ho consideren des del punt de vista morfològic molt similar als Australopithecus, però amb un significatiu augment de la encefalizació. Va ser la primera espècie de la família Hominidae que va abandonar els medis més o menys forestals, per adaptar-se a un ecosistema obert, la sabana. Les sabanes ofereixen molts menys recursos vegetals que els boscos, per la qual cosa també es va veure obligat ampliar la seva dieta de tubercles, arrels i baies, incloent, a un nivell important, la carn. I a ella accedirien gràcies a les seves eines.

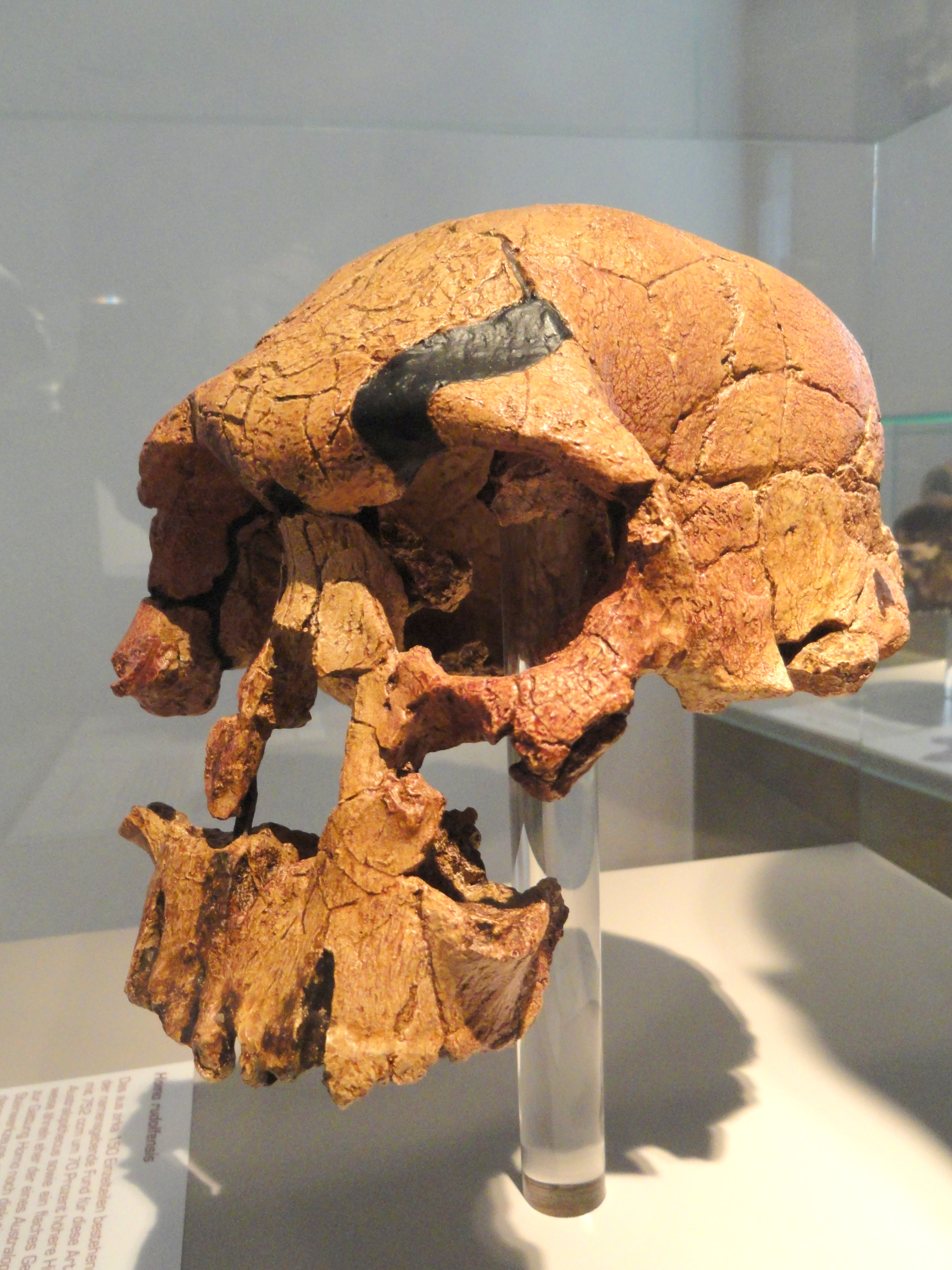
Crani de Homo rudolfensis

L'H. habilis va fer la seva aparició coincidint amb la primera edat del Plistocè, el Gelasià. A més d'utilitzar eines lítiques, es diferenciava dels seus predecessors per una capacitat cranial superior (entre 600 i 800 cm³), una mandíbula menys robusta amb unes dents menors i un inferior dimorfisme sexual, localitzant-se tant en l'est com en el sud d'Àfrica. L'augment del cervell li va permetre establir unes relacions socials més complexes i disposar d'una capacitat d'anàlisi superior, que, al seu torn, li van servir per adaptar-se reeixidament al nou ecosistema. L'aptitud dels homínids per desenvolupar i transmetre tradicions culturals és més important per a la seva supervivència que les adaptacions biològiques. L'ús d'un llenguatge i de sistemes de pensament associats està molt lligat a tals capacitats, pel que certs investigadors creuen que H. habilis ja seria capaç de comunicar-se per mitjà del llenguatge, mentre que uns altres opinen que aquesta possibilitat només va sorgir amb l'aparició de la nostra espècie.
Existeixen unes acumulacions de pedres i nombrosos ossos animals relacionades amb el H. habilis que alguns autors consideren estructures habitables, sobre les quals es podrien situar branques i que serien les primeres conegudes; però uns altres opinen que únicament servirien com a llocs més segurs que la sabana circumdant, on consumirien ràpidament les restes animals i abandonarien tot seguit, sense pernoctar allí, encara que tornant reiteradament.
A pesar que no tots els investigadors estan d'acord, alguns citen una altra espècie de Homo contemporània de H. habilis, que ha vingut a denominar-se Homo rudolfensis. Els seus trets diferenciadors consistirien en una considerable encefalización (750 cm³), àmplia cara i potent mandíbula.

## Sortida d'Àfrica

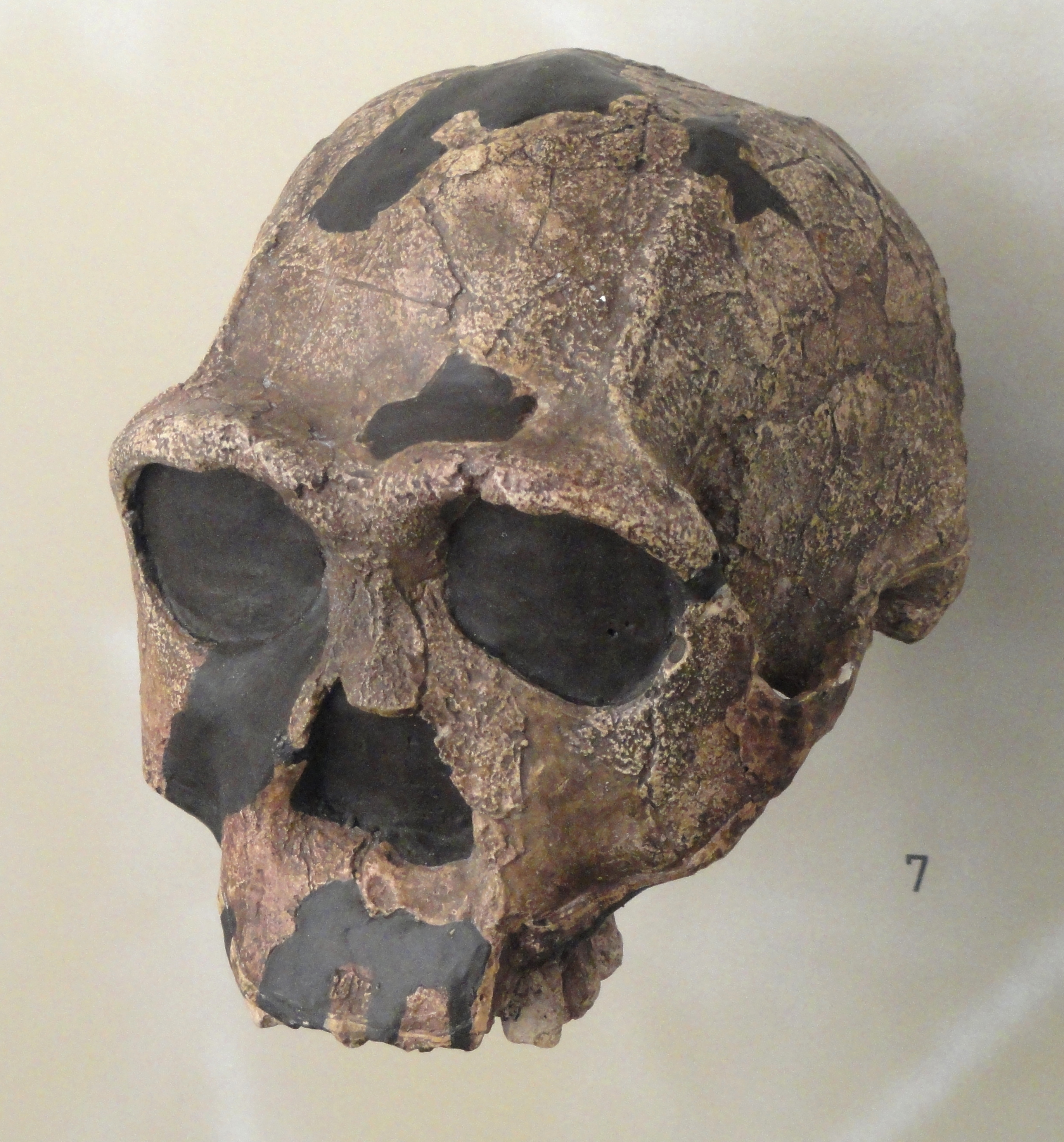
Crani de Homo erectus

En entrar en el Plistocè inferior, fa 1,8 milions d'anys, l'evolució de H. habilis va donar lloc a una altra espècie, Homo ergaster. Tenia una capacitat cerebral major (entre 800 i 1100 cm³), una considerable grandària (fins a 1,8 m d'altura) i unes proporcions entre braços i cames similars a les nostres. Cap als 1,6 milions d'anys AP i associats a aquest nou homínid van aparèixer unes noves eines lítiques, tallades per ambdues cares i, per això, denominades bifaços, indústria acheuliana o manera tècnica 2. H. ergaster estava encara més adaptat als mitjans oberts i seria millor caçador que els seus predecessors, i aquestes adaptacions li van permetre sortir d'Àfrica.
La data de la migració fora d'Àfrica està subjecta a controvèrsia: fins a finals dels anys 80 del segle XX es creia que s'havia produït fa un milió d'anys, però actualment sembla que hi ha un cert consens a establir-la molt més d'hora, cap a 1,8 milions d'anys AP; per tant, abans de l'aparició dels bifaces. Hi ha fòssils datats amb aquesta antiguitat a Java i la Xina, així com d'altres amb 1,6 a Dmanisi, Geòrgia. Sobre aquests últims, uns els classifiquen com una espècie diferent (Homo georgicus) i uns altres els consideren H. ergaster o una variant d'est, Homo erectus. Els altres fòssils asiàtics, amb antiguitats de fins a 300 000/200 000 anys AP, són àmpliament identificats com a H. erectus, un descendent de H. ergaster que va evolucionar com a conseqüència del llarg aïllament geogràfic i genètic dels espècimens emigrats. Segons alguns autors la seva indústria lítica a Àsia va seguir sent arcaica, la primitiva de la manera tècnica 1. Per a uns altres, H. erectus hauria fabricat bifaces a Europa i Àsia occidental i desenvoluparia una tradició diferenciada, encara que primitiva, en la resta d'Àsia; la gairebé absència d'evolució tècnica en aquesta regió podria ser deguda al fet que només utilitzaven els seus costats tallats per elaborar útils especialitzats en bambú, una matèria primera que difícilment es podria haver conservat fins als nostres dies.
Les suposades evidències d'ús del foc per part de Homo ergaster són molt controvertides. A Àfrica oriental va compartir les sabanes durant mig milió d'anys amb Paranthropus boisei.

## Diversificació

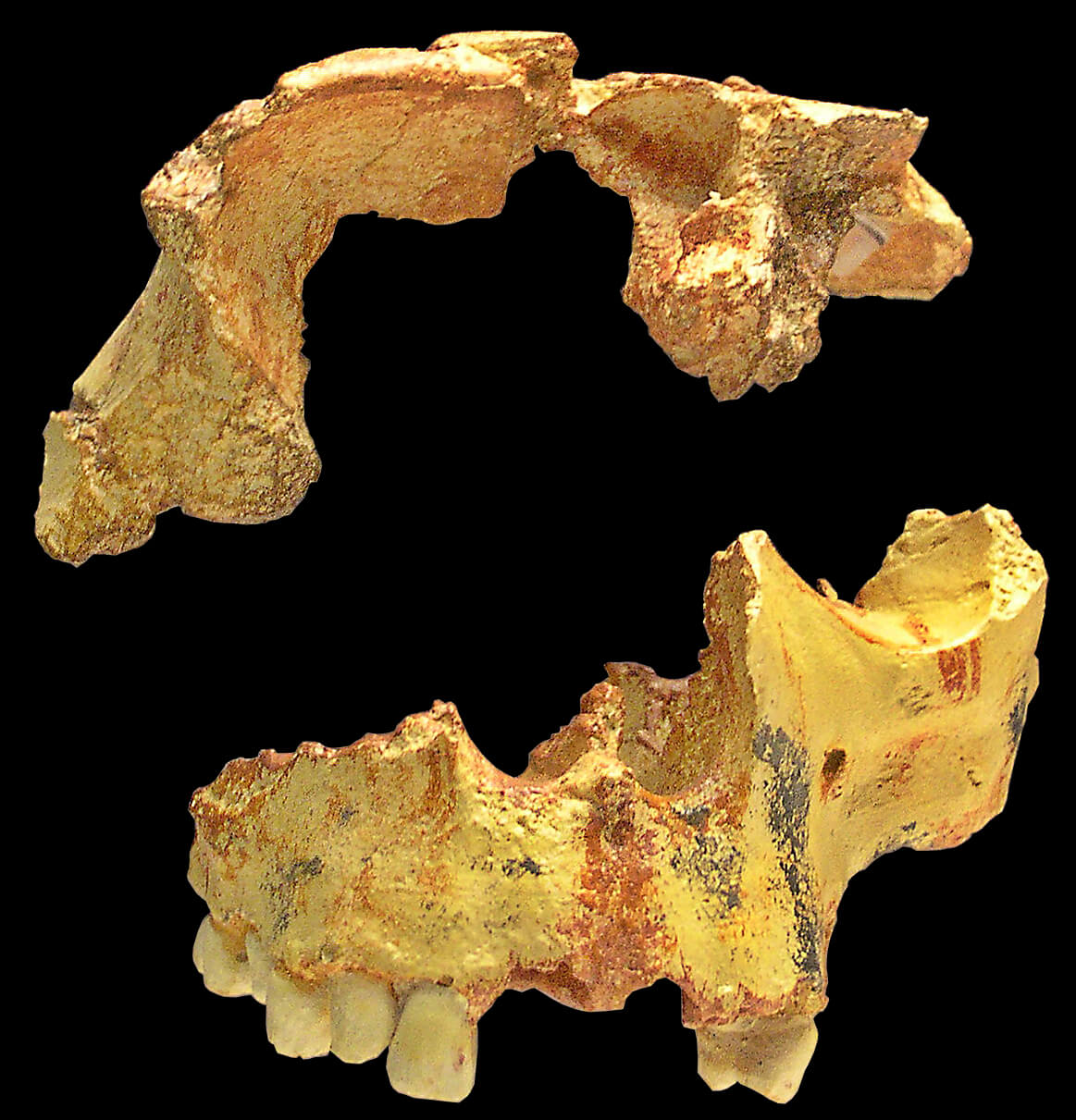
Rèplica del crani incomplet de Homo antecessor trobat a la Gran Dolina d'Atapuerca (Burgos, Espanya)

### Homo antecessor
Fins fa poc temps, es creia que H. habilis havia evolucionat en H. erectus i després en Homo sapiens. Però els últims decennis ens han ofert una sèrie de descobriments que han obligat a reescriure els processos d'hominització. I entre els més importants es troben els realitzats en les excavacions de la serra d'Atapuerca (Burgos, Espanya). Allí, a la Gran Dolina, s'han trobat els fòssils més antics (de moment) d'Europa, datats en 800 000 anys i identificats com una espècie diferent Homo antecessor (pel seu caràcter pioner a colonitzar el continent europeu). Tenia un volum cranial superior a 1.000 cm³, la seva indústria lítica seguia sent la de la manera tècnica 1 (podria arribar a tenir un milió d'anys en el mateix jaciment) i presenta indicis clars de canibalisme.
Arran d'aquesta troballa alguns fòssils europeus, com l'anomenat Homo cepranensis de fa 800 000 anys, han estat reclasificados com a H. antecessor. També, s'ha formulat la hipòtesi que seria descendent del H. ergaster i que hauria abandonat Àfrica en una nova onada migratòria sobre el milió d'anys Ap. A Europa H. antecessor donaria lloc a Homo heidelbergensis i est, al seu torn, a Homo neanderthaliensis, mentre que a Àfrica evolucionaria en Homo sapiens.
Aquesta nova migració seria paral·lela a una altra recrudescència del refredament global, que, a partir de llavors, produiria periòdiques glaciacions. Els gels cobririen bona part d'Euràsia i Amèrica del Nord, descendint el nivell marí als moments àlgids més de 100 m en relació amb l'actual. La fauna variava al compàs del clima: en les etapes fredes les tundres gelades i les estepes eren recorregudes per mamuts d'estepa i llanuts, rinoceronts llanuts, rens, bous mesquers i antílops saiga; en els períodes temperats es reforestaba el mitjà i retornaven els hipopòtams, elefants de defenses rectes, rinoceronts de Merck i d'estepa, bisons, etc. També hi havia felins de dents de sabre, jaguars, lleons i hienes. S'han identificat fogates controlades en el jaciment israelià de Gesher Benot Yakov que tindrien una datació de 790.000 anys i indicarien un primerenc domini humà sobre el foc, sent les més antigues conegudes fins ara.

### Homo heidelbergensis
Els fòssils europeus posteriors, amb antiguitats d'entre 500.000 i 150.000 anys AP, han estat reclasificados com Homo heidelbergensis i també és pròdiga en ells la serra d'Atapuerca, en que el seu Avenc dels Ossos s'han trobat almenys 32 individus. Aquest ric conjunt de fòssils, el major del món, està associat a indústries lítiques del tipus Acheulià o manera tècnica 2. L'antiguitat d'aquests homínids rondaria els 300.000 anys AP, és a dir, en ple Plistocè mitjà. La seva alçada havia d'oscil·lar entre 1,7-1,8 m d'altura, amb un pes de 90-100 kg per als homes i un volum encefàlic d'entre 1.100-1.400 cm³. S'alimentarien de carn i grasses animals, llavors, arrels i tubercles.
Homo heidelbergensis és considerat un veritable caçador. Les dades que recolzen aquesta tesi comprenen des de les llances de fusta trobades en Schöningen, Alemanya (amb més de dos metres de llarg i 400.000 anys d'antiguitat), fins a jaciments com Boxgrove (Anglaterra), la Cauna de l'Aragó (França) o Áridos (Madrid, Espanya), dels quals els seus excavadors creuen que les abundants restes de fauna oposats van ser caçats i manipulats pels humans. Altres investigadors discrepen, igual que passa amb els jaciments de Torralba i Ambrona, a Soria (Espanya). Hi ha menys dubtes sobre els cazaderos del Canal de la Mànega corresponents al final del període (fa uns 200 000 anys), on s'han trobat restes de rinoceronts i mamuts lanudos, megaloceros i óssos de les cavernes consumits per uns humans gairebé ja neandertals.

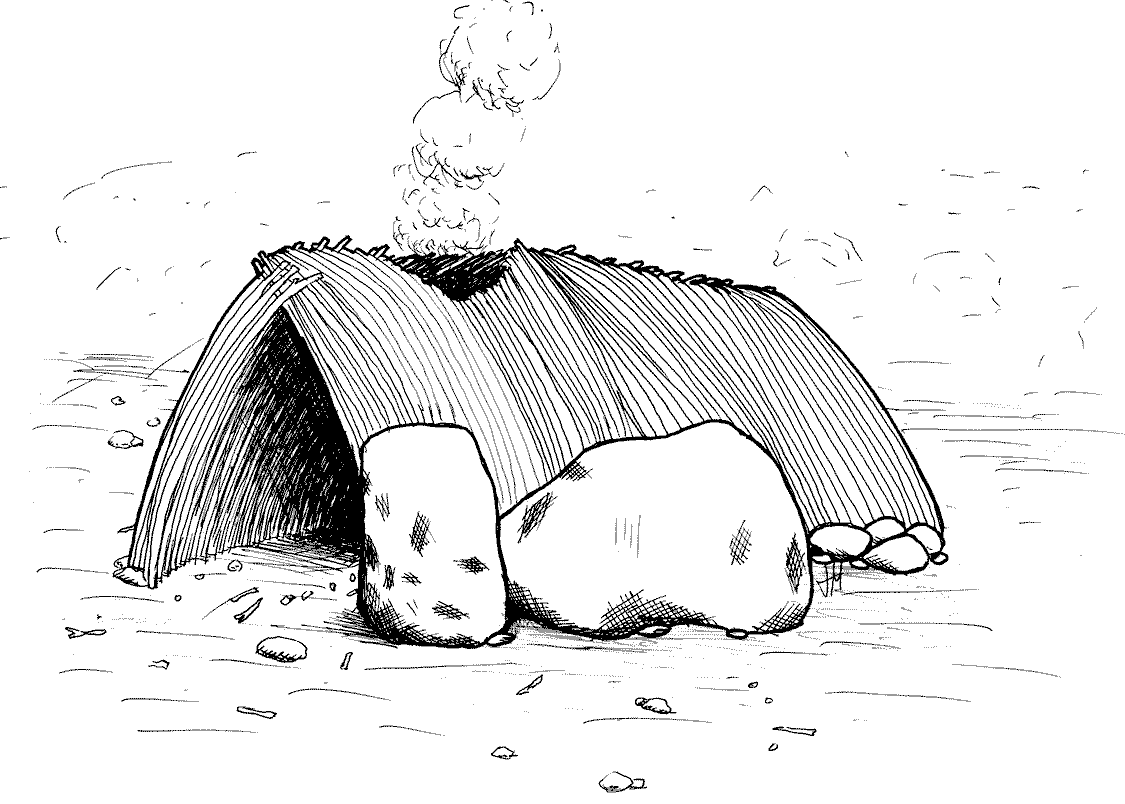
Reconstrucció d'una cabanya temporal de branques excavada en Terra Amata, Niça (França). Va poder ser un assentament de primavera de fa uns 350 000 anys d'antiguitat

A Homo heidelbergensis se li adjudiquen els primers comportaments de tipus simbòlic del gènere Homo: l'acumulació d'individus de l'Avenc dels Ossos és interpretada com un acte funerari i la possible figurita femenina de Berejat Ram (Israel) és considerada per alguns com un prototip de les Venus paleolítiques. També es corresponen amb la seva cronologia les primeres evidències clares d'assentaments, com la planta de cabanya de Terra Amata (França), amb 350.000 anys, així com la generalització de l'ús cultural del foc, cap a 400.000 AP, encara que de tots dos hi ha certes troballes anteriors bastant controvertits (veure més amunt).

### Àfrica i Àsia
Al llarg del Plistocè mitjà es va produir un increment de l'encefalización humana en tot el Vell Món. Fa 300.000 anys, els homínids d'Àfrica aconseguien els 1.400 cm³, una grandària similar als d'Europa. Els cervells dels H. erectus de l'Àsia oriental també van créixer, però una mica menys, arribant a tenir uns 1.200 cm³.
La major lentitud en l'augment encefàlic i en la taxa de canvi cultural de H. erectus ha portat a pensar a alguns investigadors que el seu cervell tenia una capacitat cognitiva limitada i la seva funció era més aviat adaptativa, multiplicant la redundància neuronal per així resistir millor la fatiga provocada per la calor. Aquesta major resistència, al costat d'altres mecanismes anatòmics de dispersió de la calor (glàndules sudorípares, menor pelatge, etc), li permetrien perseguir a les seves preses fins a l'esgotament físic i donar-los mort a curta distància.

## Indústries lítiques
El Paleolític inferior, com tots els altres períodes prehistòrics, deu la seva definició a la presència d'unes tipologies tecnològiques concretes, si escau lítiques. La primera constància que tenim d'eines procedeix de Hadar (Etiòpia) i tindria 3,1/2,5 milions d'anys: es tracta de petits nuclis de basalt, quarsita o andesita que tenen uns aixecaments toscs realitzats en una o en ambdues cares. El seu epónimo olduvaià està relacionat amb una de les estacions clau en l'estudi del procés d'hominització: la gola d'Olduvai (Tanzània), on s'ha trobat una completa successió de estrats geològics amb restes arqueològiques que abasten entre 1,8 Ma i 15.000 anys Ap. Els nivells més antics (Capa I) contenen eines olduvaiàs, així com fòssils de Paranthropus boisei i de Homo habilis. La Capa II presenta bifaces característics de la indústria achelense. En els estrats més recents apareixen artefactes fabricats per Homo sapiens. Olduvai és particularment important a l'hora d'interpretar els processos relacionats amb la subsistència en els primers temps del Paleolític inferior: gràcies a l'estudi de les restes animals allí oposats s'ha pogut determinar que els homínids primerencs obtenien carn mitjançant el carronyeig.

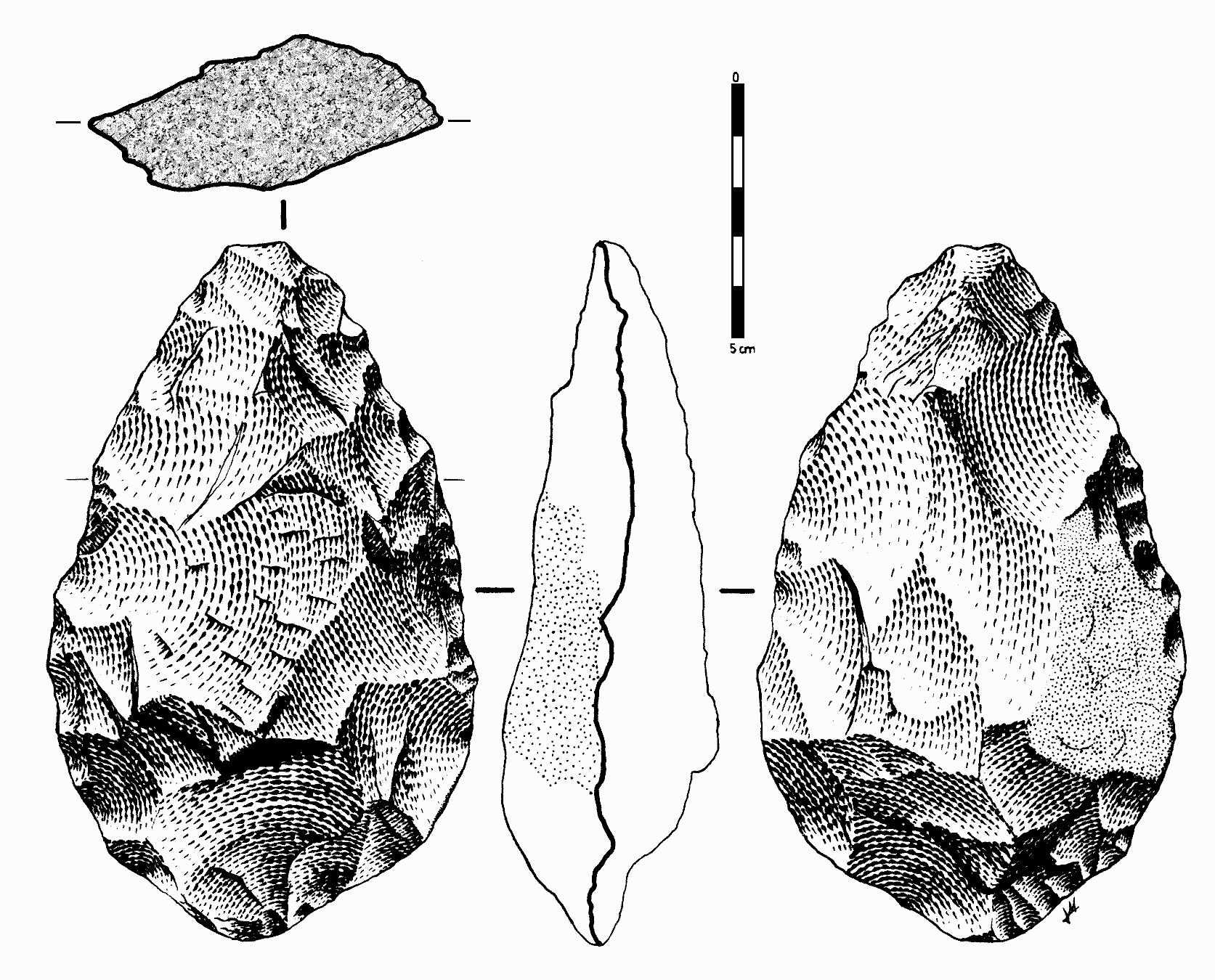
Bifaç acheuliana.

### Olduvaià
L'olduvaià és denominat també indústries arcaiques, dels costats tallats o manera tècnica 1. Consisteix en útils tallats majoritàriament sobre costats rodats, amb xipats que produeixen peces nuclears amb talls tallants i esquirles anomenades ascles, usant elementals tècniques de percussió. Són característics els cants tallats mico i bifacials, les lascas i els nuclis amb extraccions desorganitzades. A Europa ha estat denominat Paleolític Inferior Arcaic.

### Acheulià
L'acheulià o manera tècnica 2 té un alt percentatge d'útils nuclears, com a cants tallats, bifaces i triedres; però també apareixen utensilis sobre lasca, com fenedors, rascadores i denticulats. A Europa ha estat denominat Paleolític Inferior Clàssic i dins d'aquest es van diferenciar inicialment una sèrie de complexos tecnològics que actualment no es tenen gairebé en compte, sent considerats com a variants locals de l'acheulià. Entre aquests estils tècnics estarien:
- Abbevil·lià
- Micoquià
- Taiacià

Durant les fases finals de l'Achelense es va ser estenent l'ús del percutor tou fins que es va arribar a la tall de Levallois, que va donar pas a les indústries mosterianes i al Paleolític mitjà.